# Oeceoclades maculata
Oeceoclades maculata är en orkidéart som först beskrevs av John Lindley, och fick sitt nu gällande namn av John Lindley. Oeceoclades maculata ingår i släktet Oeceoclades och familjen orkidéer. Inga underarter finns listade i Catalogue of Life.

## Bildgalleri

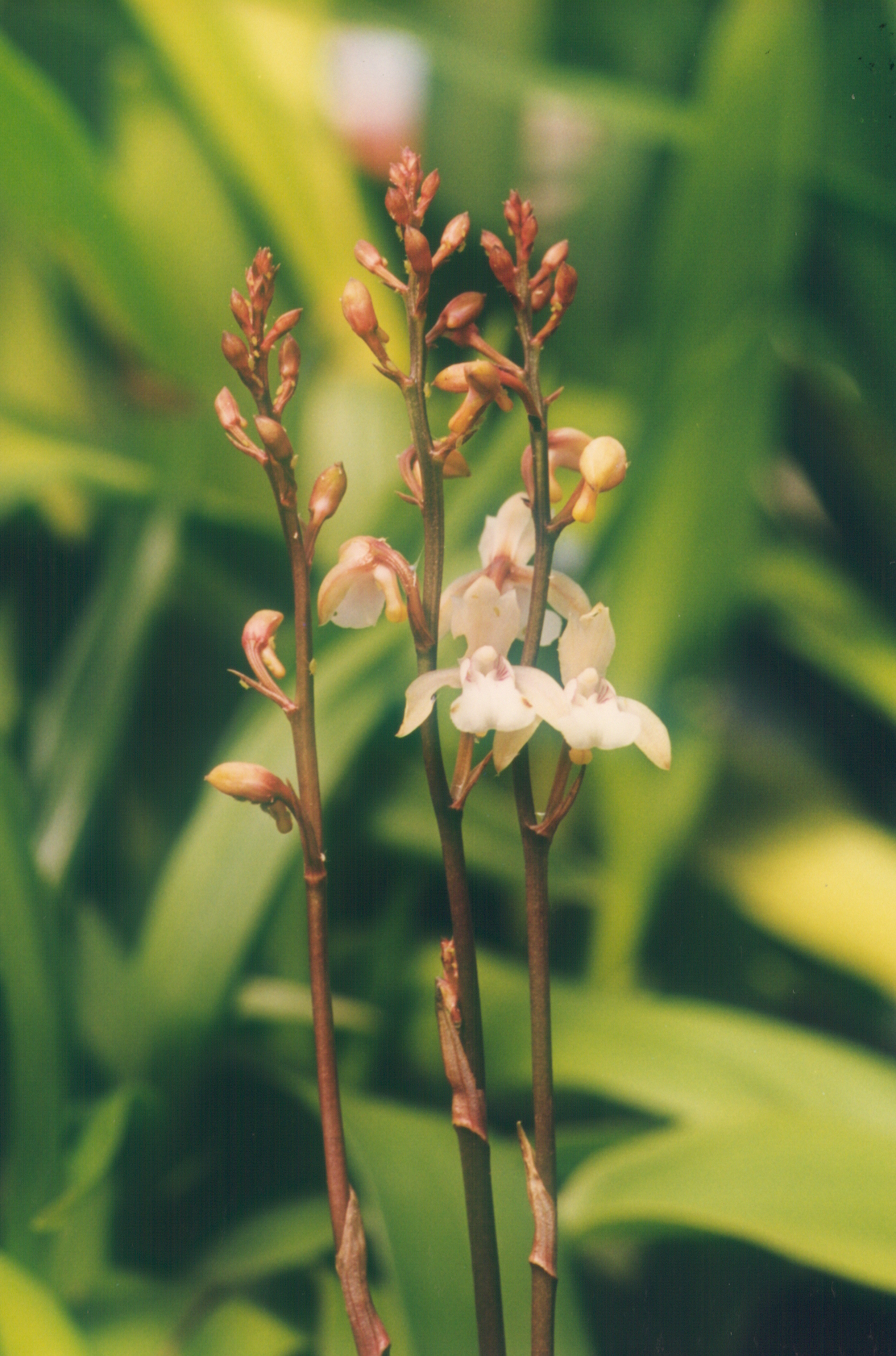
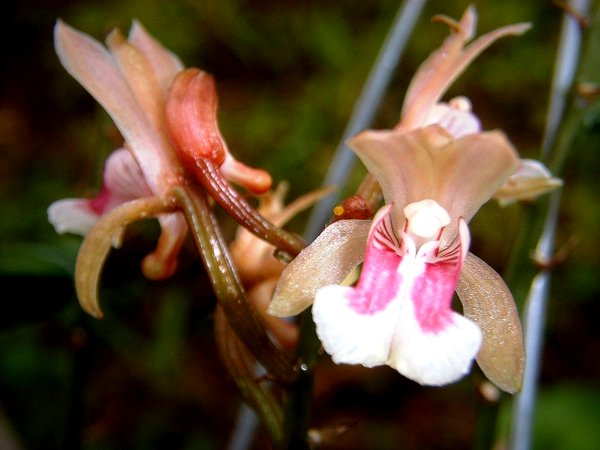
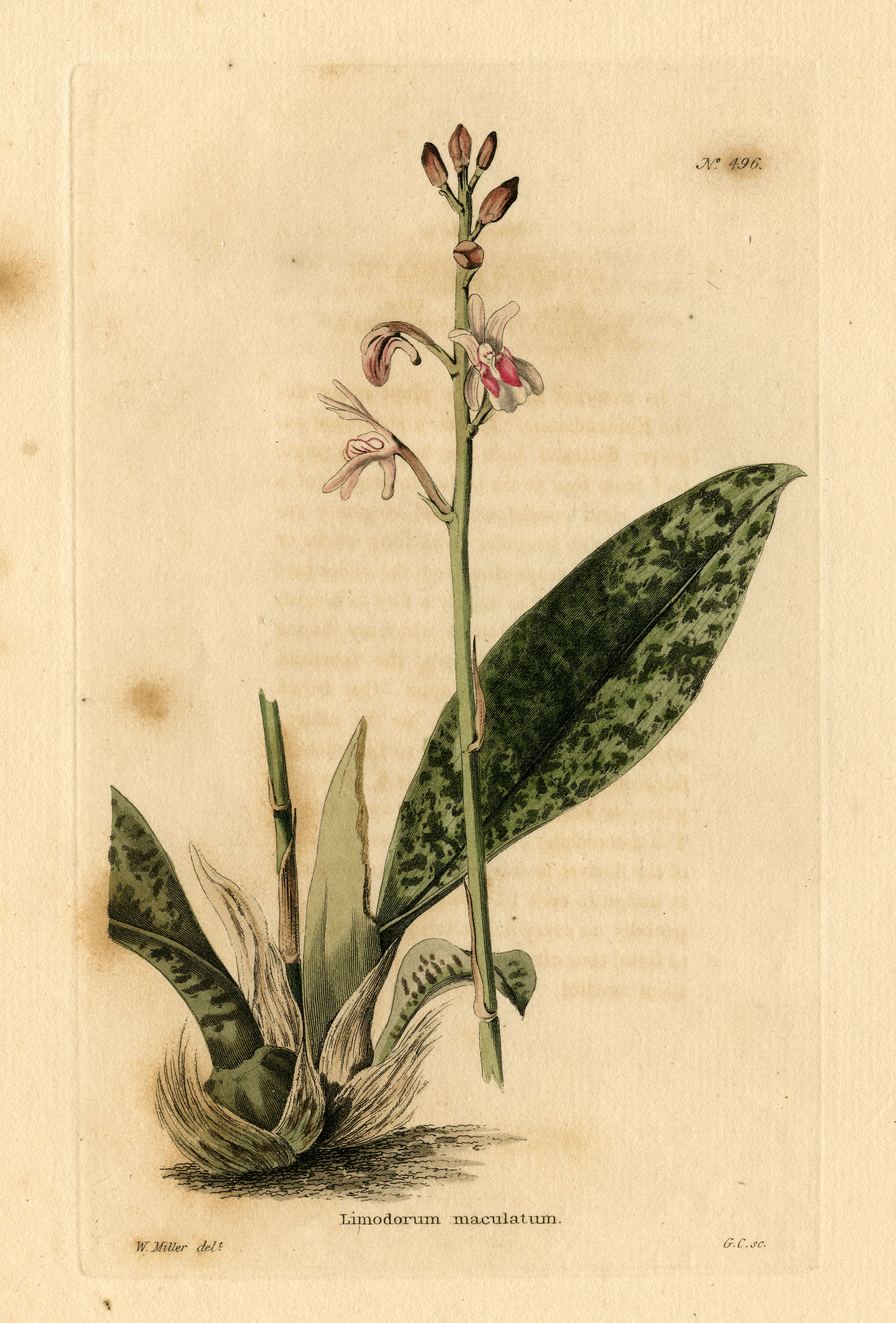
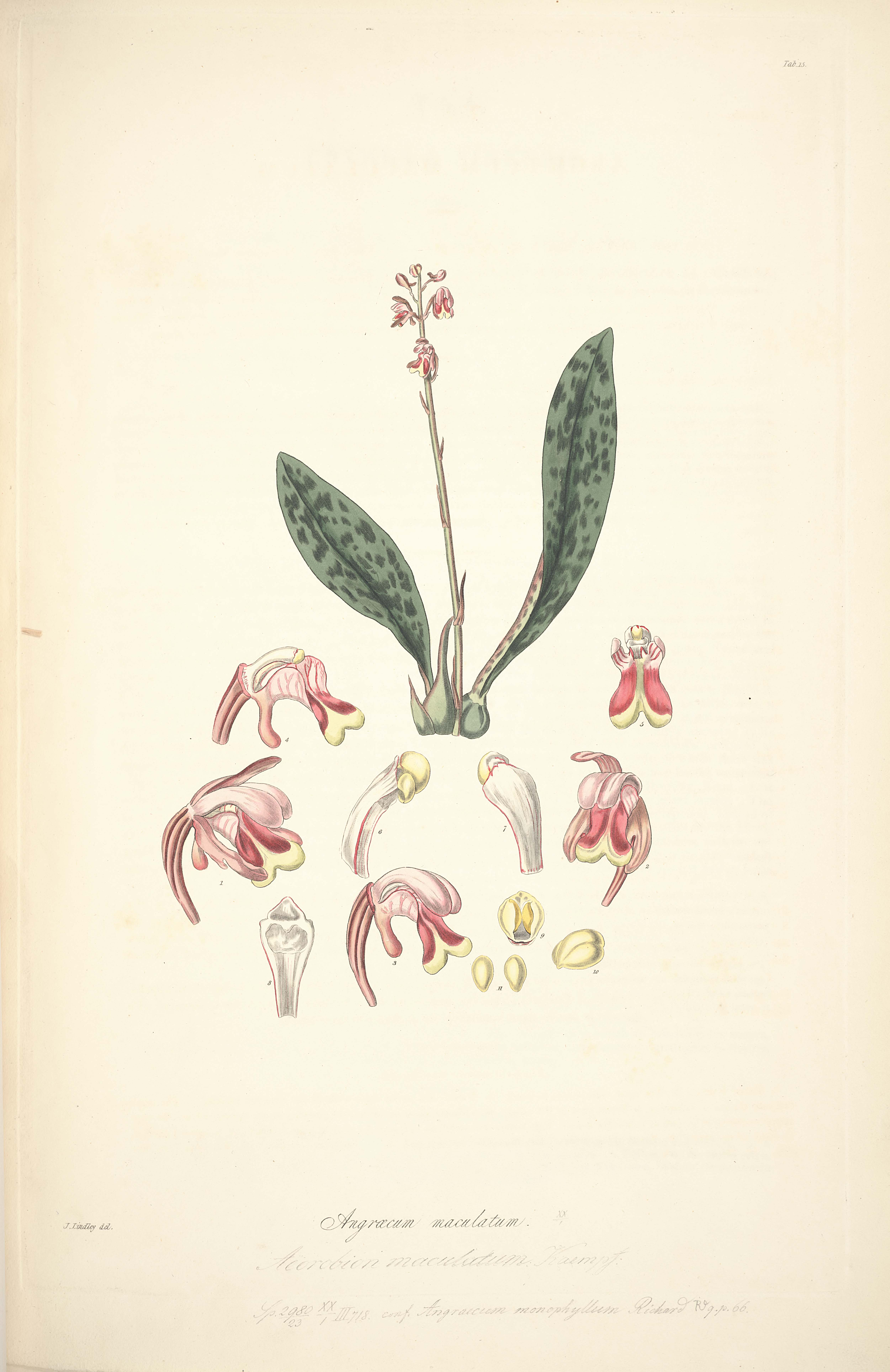
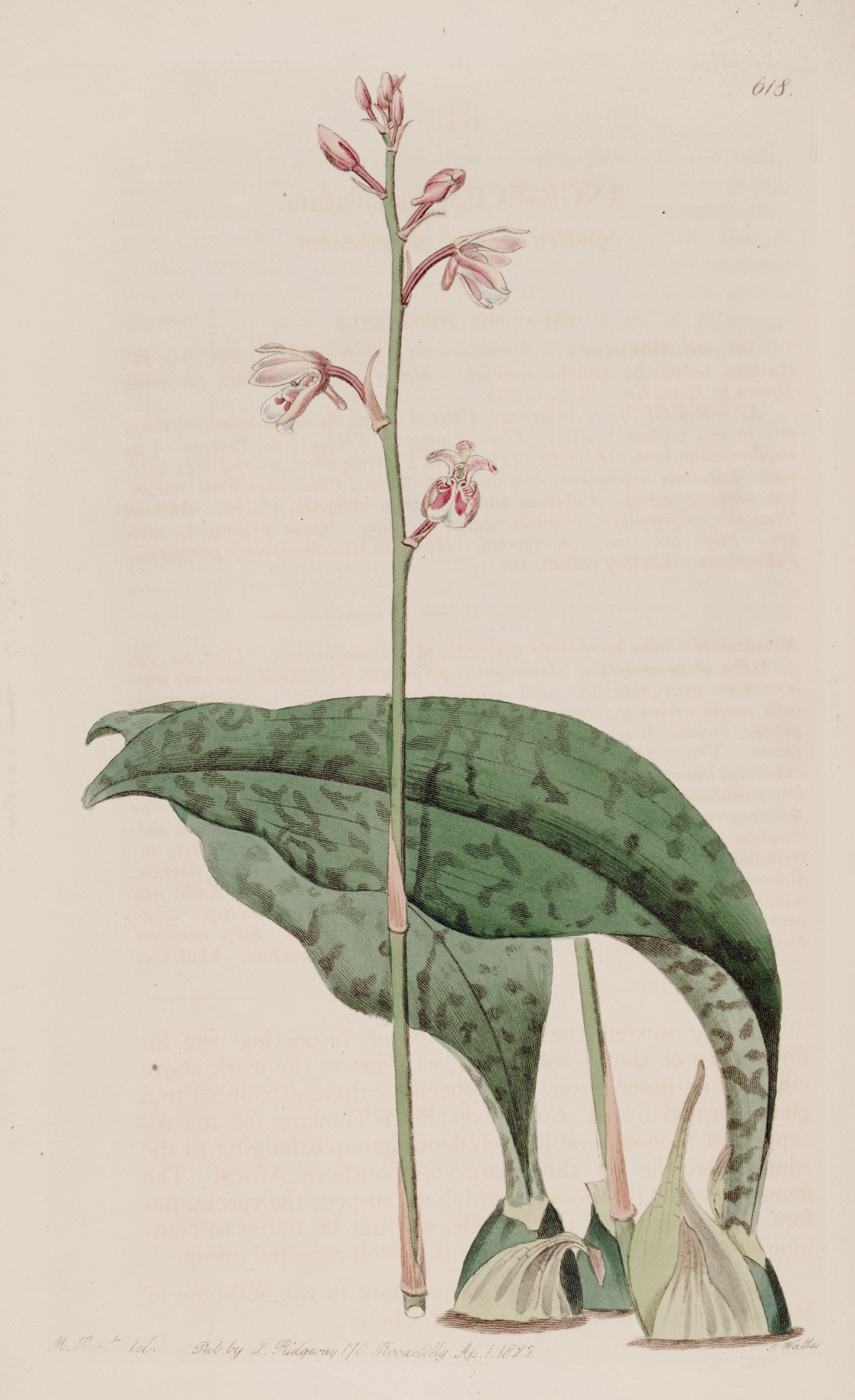
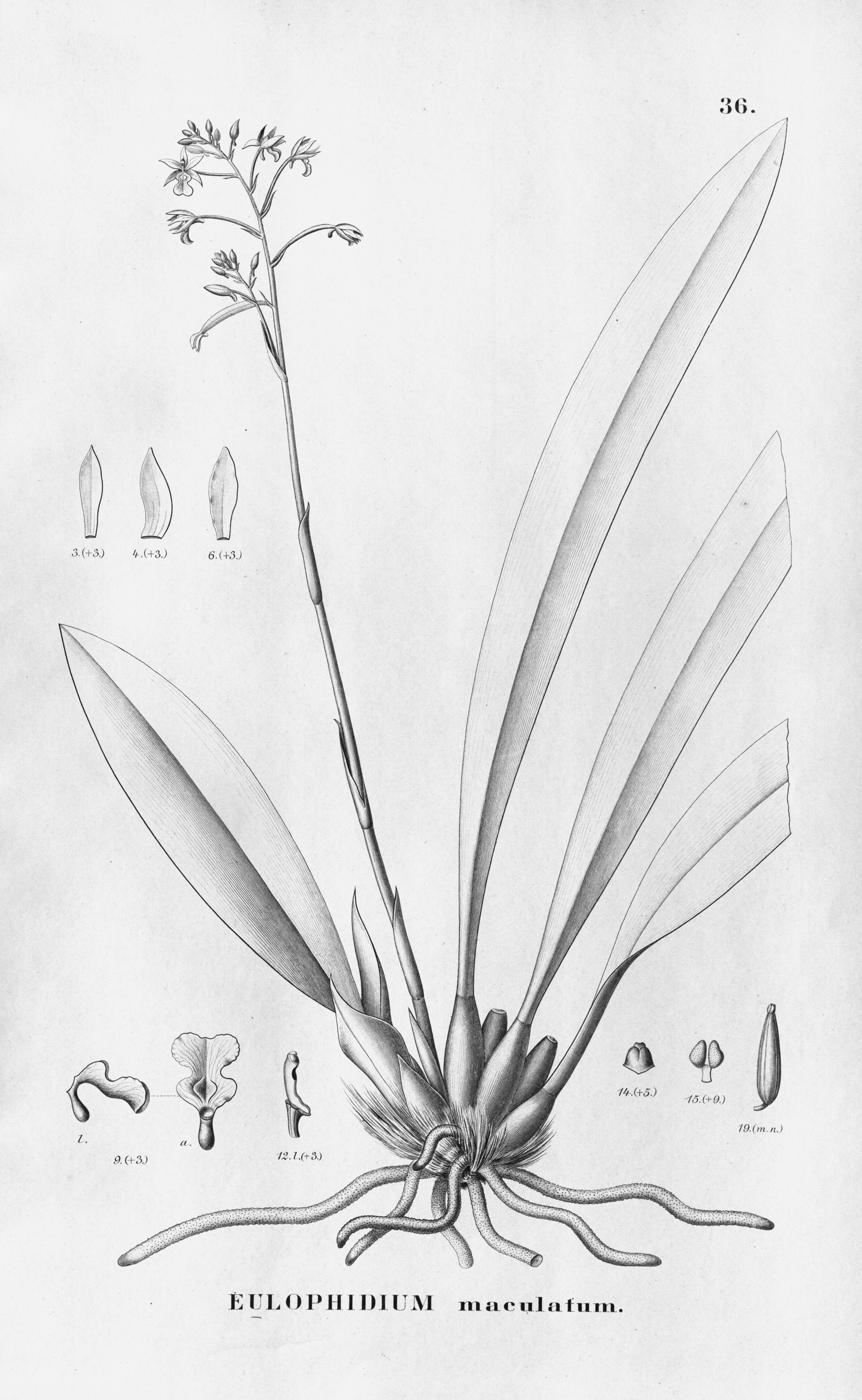